# 白剌鳞鹅膏菌
白剌鳞鹅膏菌（學名：Amanita echinocephala）是一種擔子菌門真菌，隸屬於鵝膏菌屬。這種真菌是一種體形較大，顏色為白色或象牙色的蘑菇，其特徵為刺狀或疣狀的菌蓋。這種真菌主要在白堊質土壤上的山毛櫸下生長，並且早於大多數南英格蘭蘑菇出現。這種真菌經常以單獨或一小群的形式出現，因此獲得「孤獨的鵝膏菌」（The Solitary Amanita）或「孤獨的歐洲鵝膏菌」（European Solitary Lepidella）。這種真菌非常耐旱。孤立鵝膏菌（Amanita solitaria）是這種真菌的異名。

## 分類

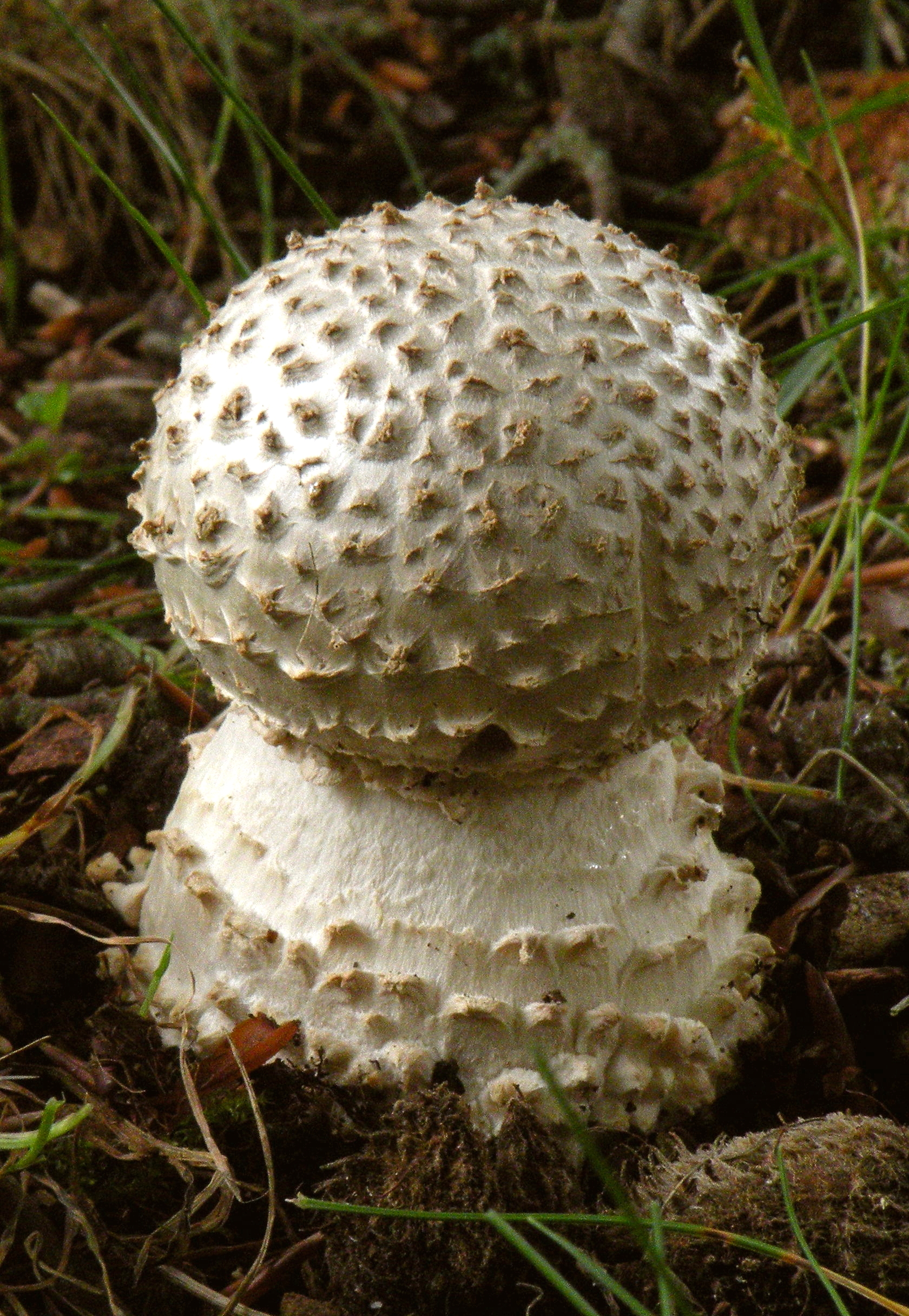
幼年白剌鳞鹅膏菌

白剌鳞鹅膏菌最早是由意大利真菌學家卡羅·維塔迪尼於1835年描述的，其學名為白剌鳞傘菌（Agaricus echinocephalus）。後來，法國真菌學家呂西安·克萊將其學名改為現名。這種真菌的學名中的「echinocephala」 源自古希臘文和。的意思是「刺猬」，而的意思則是「頭」。而讓·巴蒂斯特·弗朗索瓦·皮埃爾·比利亞爾（Jean Baptiste François Pierre Bulliard）和埃利亞斯·馬格努斯·弗里斯則將其命名為孤立鵝膏菌。

## 描述
白剌鳞鹅膏菌的菌蓋直徑能達15厘米（6英寸），顏色為白色、象牙色或銀灰色。其菌蓋呈凸面狀，並且滿佈錐體疣，且其數量會隨著接近邊緣而減少。這些疣是早期覆蓋著這種真菌的菌伞膜的殘餘物。年輕的白剌鳞鹅膏菌顏色較深，且有時候形狀猶如一個兩層麵包，並且有一個凸起的環形底部。其菌柄長8–16厘米（3–6英寸），2–3厘米（0.8–1.2英寸）厚，並且在其底座上有幾個菌環。這種真菌能夠深深紮根，通常在地表下橫向生長。其菌環很薄，並且非常脆弱，並且經常連接著菌柄。其菌褶呈奶油色，但有時候有著淡淡的綠色，大部份菌褶是自由下垂的。其菌肉呈白色，並且有著難聞的氣味。

### 類似物種
因為有著相同的生境，所以松果鹅膏菌和白鳞粗柄鹅膏菌在過去一直被誤以為是白剌鳞鹅膏菌。
- 松果鹅膏菌與白剌鳞鹅膏菌的生境相同，並且不時在同一時間出現。松果鹅膏菌是一種更堅固的蘑菇，其菌蓋寬大厚實，但呈扁平狀。其菌蓋寬邊緣也有著一些菌伞膜殘餘物，並且擁有很多菌環。[7]
- 白鳞粗柄鹅膏菌的菌蓋上有著圓錐形的疣，並且在菌環下有著下彎的菌褶。[6]

## 分佈及生境
白剌鳞鹅膏菌主要分佈在歐洲、西亞和北美。這種真菌主要在夏季至初秋期間在闊葉林和針葉林中出現，並且會在輕盈乾燥的石灰質土壤上或硬木上生長。這種真菌經常生長於山毛櫸、椴树和松柏下，並且是很耐旱的，因此能夠抵禦西亞和北美西部的乾旱氣候。

## 可食性
部份食評家認為白剌鳞鹅膏菌是可供食用的，但是為了避免誤吃外觀相似的其他有毒鹅膏菌屬真菌，所以大部份食評家均不建議食用的這種真菌。另外，這種真菌也是罕見的，並且是受保護的，因此不應食用。近來，有研究顯示這種真菌能夠生物累積銀，但是銀是不會對人的身體產生毒性的，因此這種真菌仍然是無毒的。